# محمدصادق میرزا معزالدوله

محمدصادق میرزا معزالدوله

محمدصادق میرزا معزالدوله (۱۲۴۵–۱۳۲۷) شاهزاده قاجار، نوه عباس میرزا و پسر بهرام میرزا معزالدوله قاجار حاکم ارمیه در سال ۱۲۹۴ خورشیدی بود.
در فروردین ۱۲۹۴ محمدحسن میرزا ولیعهد احمدشاه، به تبریز رفت که به سنت دیرین قاجار محل استقرار ولیعهد بود. در این سفر معزالدوله که خوانسالار محمدحسن میرزا بود، در کنار او حضور داشت. پس از ورود به تبریز، مسئولیت بلدیه به معزالدوله واگذار شد. ولیعهد به سرعت حکام پیشین را که به نوعی تحت تاثیر روسیه بودند برکنار کرد. او پس از مدتی یمین الدوله پسر ناصرالدین شاه را به حکومت ارومیه انتخاب کرد، اما یک ماه بعد (مرداد ۱۲۹۴)، به جای یمین الدوله، که تحت الحمایه روس‌ها شده بود، معزالدوله را  به حکومت آن شهر برگزید. معزالدوله تلاش کرد از نفوذ روس‌ها در حوزه حکومت خود بکاهد. در نهایت پس از شش ماه تحت فشار روس‌ها، ولیعهد مجبور به عزل معزالدوله شد. خبر برکناری او، پیش از آنکه با فرمان ولیعهد اعلام شود، از سوی کنسولگری روس به اطلاع وی رسید.
معزالدوله در شهریور ۱۳۲۷ درگذشت و در آرامگاه ظهیرالدوله در شمیران تهران به خاک سپرده شد.

## فرزندان
همسر معزالدوله، ماه منظر خانم دختر سیزدهم بهمن میرزا (پسر محمدشاه) بود که صاحب چهار فرزند شد. یکی از دختران معزالدوله به همسری احمدشاه قاجار درآمد.
| ردیف | نام                 | تولد/وفات           | یادداشت‌ها                |
| ---- | ------------------- | ------------------- | ------------------------ |
| ۱    | طلا معزی            |                     | همسر غلامحسین میرزا معزی |
| ۲    | احمد میرزا معزی     | ۱۲۷۲–۳ فروردین ۱۳۶۴ |                          |
| ۳    | خانم خانما معزی     | ۱۲۷۵–۱۳۷۰، پاریس    | همسر احمدشاه قاجار       |
| ۴    | ابوالفتح میرزا معزی |                     |                          |

## پیون به بیرون
- ولیعهد در تبریز: مجموعه عکس‌های احمد میرزا معزی پسر معزالدوله از محمدحسن میرزا، به همراه تصاویری از معزالدوله، پیام بهارستان
- تصاویری از خانم خانما معزی و محمدصادق میرزا معزالدوله، qajarpages